# طول‌عمر حامل
یک تعریف در فیزیک نیم‌رساناها، طول‌عمر حامل به‌عنوان میانگین زمانی که طول می‌کشد تا یک حامل اقلیت بازترکیب شود، تعریف می‌شود. فرآیندی که از طریق آن انجام می‌شود معمولاً به عنوان بازترکیبش حامل اقلیت شناخته می‌شود.
انرژی آزادشده در اثر بازترکیب می‌تواند گرمایی باشد، در نتیجه نیم‌رسانا را گرم می‌کند (بازترکیب گرمایی یا بازترکیب غیرتابشی، یکی از منابع گرمای زاید در نیم‌رساناها)، یا به‌صورت فوتون آزاد می‌شود (بازترکیب نوری، مورد استفاده در LEDها و لیزرهای نیم‌رسانا). طول‌عمر حامل بسته به مواد و ساختار نیم‌رسانا می‌تواند به‌طورقابل‌توجهی متفاوت باشد.
طول‌عمر حامل نقش مهمی در ترانزیستورهای دوقطبی و سلول‌های خورشیدی ایفا می‌کند.
در نیم‌رساناهای شکاف باند غیرمستقیم، طول‌عمر حامل به شدت به غلظت مرکزهای بازترکیبی بستگی دارد. اتم‌های طلا به عنوان مرکزهای بازترکیبی بسیار کارآمد عمل می‌کنند، بنابراین سیلیکون برای برخی از دیودها و ترانزیستورهایی با سرعت کلدزنی-بالا با مقدار کمی طلا آلیاژ می‌شود. بسیاری از اتم‌های دیگر، به عنوان مثال آهن یا نیکل، اثرات مشابهی دارند.

## کاربردها

### سلول‌های خورشیدی
سلول خورشیدی وسیله ای الکتریکی است که در آن یک نیم‌رسانا در معرض نوری قرار می‌گیرد که از طریق اثر فتوولتائیک به الکتریسیته تبدیل می‌شود.
به منظور به بیشینه رساندن کارایی سلول خورشیدی، مطلوب است که تا حد امکان حامل‌های بار بیشتری در الکترودهای سلول خورشیدی جمع‌آوری شود؛ بنابراین، از بازترکیب الکترون‌ها (در میان سایر عواملی که بر کارایی تأثیر می‌گذارد) باید اجتناب شود. این مربوط به افزایش طول‌عمر حامل است. بازترکیب سطحی در بالای سلول خورشیدی اتفاق می‌افتد، که ترجیح می‌دهد لایه‌هایی از موادی با خاصیت غیرفعال‌سازی سطحی بالایی داشته باشند تا با قرارگرفتن در معرض نور در دوره‌های زمانی طولانی‌تر تحت تأثیر قرار نگیرند.

### ترانزیستورهای پیوندی دوقطبی
ترانزیستور پیوند دوقطبی نوعی ترانزیستور است که قادر است از الکترون‌ها و حفره‌های الکترونی به عنوان حامل بار استفاده کند. یک BJT از یک کریستال ماده در مدار خود استفاده می‌کند که به دو نوع نیمه هادی، نوع n و نوع p تقسیم می‌شود. این دو نوع نیمه هادی دوپینگ به ترتیب در سه ناحیه مختلف پخش می‌شوند: ناحیه امیتر، ناحیه پایه و منطقه جمع‌کننده. منطقه امیتر و منطقه جمع‌کننده از نظر کمی به‌طور متفاوتی دوپ می‌شوند، اما از نوع دوپینگ یکسانی هستند و یک ناحیه پایه مشترک دارند، به همین دلیل است که سیستم با دو دیود متصل به صورت سری به یکدیگر متفاوت است. برای ترانزیستور PNP، این نواحی به ترتیب از نوع p، نوع n و p هستند و برای ترانزیستور NPN، این مناطق به ترتیب از نوع n، نوع p و نوع n هستند.
برای ترانزیستورهای NPN در عملکرد معمولی رو به جلو، با توجه به تزریق حامل‌های بار از طریق اولین اتصال از امیتر به ناحیه پایه، الکترون‌ها حامل‌های بار هستند که به صورت انتشاری از طریق ناحیه پایه به سمت ناحیه کلکتور منتقل می‌شوند. اینها حاملان اقلیت منطقه پایه هستند. به‌طور مشابه، برای ترانزیستورهای PNP، سوراخ‌های الکترونیکی حامل‌های اقلیت ناحیه پایه هستند.
طول‌عمر حامل این حامل‌های اقلیت نقش مهمی در جریان بار حامل‌های اقلیت در ناحیه بیس، که بین دو پیوند یافت می‌شود، ایفا می‌کند. بسته به حالت کاری BJT، بازترکیبش (به انگلیسی: recombination) ترجیح داده می‌شود یا در ناحیه بیس از آن اجتناب شود.
به‌طور خاص، برای حالت کاری فعال-مستقیم دربالاگفته‌شد، بازترکیبش ترجیح داده نمی‌شود؛ بنابراین، برای اینکه تا آنجایی که ممکن است حامل‌های اقلیت از ناحیه بیس داخل ناحیه کلکتور شوند قبل‌ازاین‌که این‌ها بازترکیب شوند، عرض ناحیه بیس باید به اندازه ای کوچک باشد که حامل‌های اقلیت بتوانند در زمان کمتری نسبت به حامل اقلیت نیم‌رسانا پخش شوند.
برای سایر حالت‌های کاری، مانند کلیدزنی سریع، نرخ بازترکیبی بالا (و در نتیجه طول‌عمر حامل کوتاه) مطلوب است. حالت موردنظر کاری، و ویژگی‌های مربوط به ناحیه بیس آلاییده باید در نظر گرفته شود تا طول‌عمر حامل مناسب تسهیل شود. درحال‌حاضر، سیلیکون و کاربید سیلیکون موادی هستند که در اکثر BJTها استفاده می‌شود.

### لیزرهای نیم‌رسانا
وابستگی طول‌عمر حامل به چگالی حامل به‌صورت زیر بیان می‌شود:
{\displaystyle {\frac {1}{\tau _{n}(N)}}=A+BN+CN^{2}}
که در آن A, B و C ضرایب بازترکیبی غیرتابشی، تابشی و اوگر هستند و {\displaystyle \tau _{n}(N)} طول‌عمر حامل است.